# ...And a Time to Dance
...And a Time to Dance è il terzo album dei Los Lobos, rilasciato nel 1983 dall'etichetta Slash Records. Il disco è stato inciso presso gli Warner Bros. Recording Studios a North Hollywood, California, e gli Enactron Studios a Burbank, California (USA). Grazie alla canzone Anselma, inclusa nell'album, il gruppo si è aggiudicato un Grammy nel 1983 per la migliore performance.

## Tracce
Lato A
1. Let's Say Goodnight – 2:32 (David Hidalgo, Louie Perez)
2. Walking Song – 2:38 (David Hidalgo, Louie Perez)
3. Anselma – 3:08 (Cesar Suedan, Guadalupe Trigo)

Lato B
1. Come on Let's Go – 2:11 (Ritchie Valens)
2. How Much Can I Do? – 2:21 (David Hidalgo, Louie Perez)
3. Why Do You Do? – 2:38 (Cesar Rosas)
4. Ay te dejo en San Antonio – 2:38 (Don Santiago Jimenez)

## Musicisti
- David Hidalgo - voce, chitarra, fisarmonica
- Cesar Rosas - bajo sexto, voce
- Conrad Lozano - basso, voce, guitarrón
- Louie Perez - batteria, voce

Musicista aggiunto 
- Steve Berlin - sax